# 几何化猜想
几何化猜想（英語：Geometrization conjecture）指的是任取一个紧致（可能带边）的三维流形尽量作连通和以使其成为尽可能简单的三维流形的连通和，对于带边流形可能还需要沿着一些圆盘继续切割，有唯一的方法沿着一些环面割开得到尽可能简单的若干小块，这些小块均为八种标准几何结构之一。八种标准几何结构均为完备的黎曼度量，这些几何结构在某种意义上是比较“好”的，例如体积有限、“直线”都可无限延伸等等。该猜想由威廉·瑟斯顿提出。

## 内容
1. 标准球面S，具有常曲率+l
2. 欧氏空间R，具有常曲率0
3. 双曲空间H，具有常曲率-1
4. S×S
5. H×S
6. 特殊线性群(2，R)上左不变黎曼度量
7. 幂零几何
8. 可解几何

## 相關連結
- 格里戈里·佩雷爾曼
- 庞加莱猜想